# Guancha philippina
Guancha philippina är en svampdjursart som först beskrevs av Eduard Hackel 1872.  Guancha philippina ingår i släktet Guancha och familjen Clathrinidae. Inga underarter finns listade i Catalogue of Life.